# Henri Varna
Henri Eugène Vantard, dit Henri Varna, est un comédien français, parolier de chansons, directeur de plusieurs salles de spectacle à Paris, né à Marseille le 31 octobre 1887 et mort dans le 8e arrondissement de Paris le 10 avril 1969.
Il est, notamment, le co-auteur - avec Géo Koger - des paroles de la chanson emblématique de Joséphine Baker, J'ai deux amours (1930), sur une musique de Vincent Scotto.
Il a également travaillé sous son vrai nom et utilisé les pseudonymes Henry d'Arvan et Varnel.

## Biographie
Élevé dans le quartier de Marseille appelé le Panier, il fait ses études chez les jésuites de Saint-Ignace, où il découvre ses qualités d'homme de théâtre. Ne se plaisant pas au travail dans le commerce avec son père, il s'engage au 141e régiment d'infanterie de ligne en 1906. En 1908, il est remarqué par Eugène Silvain, doyen de la Comédie-Française, qui l'invite à se rendre à Paris, ce qu'il fait dans l'année.
Ayant suivi des cours d’art dramatique, il commence à jouer au théâtre de l'Atelier et aux Célestins à Lyon ; il chante au Bataclan, sous le pseudonyme de Varnel ; il se produit comme comédien au casino de Cayeux-sur-Mer et il fait ses débuts au cinéma muet sous la direction de Louis Feuillade en 1910.
Avec Oscar Dufrenne, il s'occupe de la direction artistique du Concert Mayol et y monte des revues comme Venez z'ouir ou Du bleuet, du muguet et des coquelicots. Leurs affaires prospèrent et ils dirigent le Moncey Music-Hall, les Bouffes du Nord, les Ambassadeurs, le Casino de Paris et le Palace. En 1924 Dufrenne, Varna et Audiffred font construire l'Empire à la place d'un ancien music-hall ; à la mort de Dufrenne, en 1933, Varna abandonne ce dernier emplacement pour se lancer dans l'opérette au théâtre Mogador qu'il dirige de 1940 à 1969.

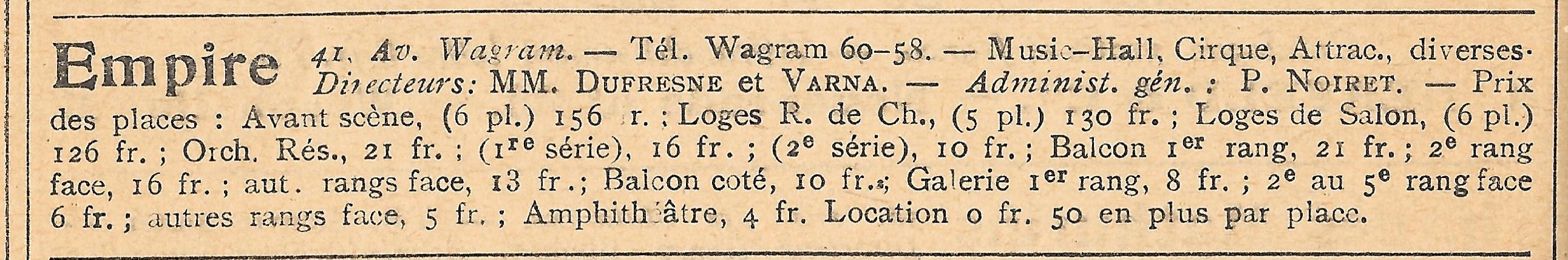
Théâtre de l'Empire Prix des places et administration en 1925. Directeurs: MM. Dufresne et Varna.

À partir de septembre 1929, Henri Varna dirige le Casino de Paris avec Oscar Dufrenne puis seul à partir de 1933. Il y monte tout d'abord la revue Paris-Miss avec Mistinguett. En 1934, il engage avec Émile Audiffred, pour la revue Parade de France, le jeune Tino Rossi qui obtient, dès le premier soir, un triomphe. Il monte une vingtaine de revues, la dernière en 1966 avec Line Renaud remplacée en 1967 par Zazi Varnel.
Il meurt en 1969 d'une crise cardiaque, à l'âge de 81 ans. Il habitait dans le Val-d'Oise à Montmorency où il est enterré au cimetière des Champeaux.
Le Casino de Paris est ensuite repris par Roland Petit et son épouse Zizi Jeanmaire.

## Les théâtres gérés par Henri Varna
En collaboration avec Oscar Dufrenne jusqu'en 1933 :
- Concert Mayol de 1915 à 1933
- Moncey Music-Hall de 1921 à
- Bouffes du Nord de 1927 à 1932
- Le Palace de 1923 à 1969
- Bataclan de 1927 à 1932
- Théâtre Mogador de 1939 à 1969
- Casino de Paris de 1929 à 1969
- L'Empire 1924 à 1932
- Théâtre de la Renaissance de 1942 à 1956

## Revues au Casino de Paris
- 1929 : Paris-Miss avec Mistinguett
- 1930 : Paris qui remue avec Joséphine Baker
- 1931 : Paris qui brille avec Mistinguett
- 1932 : La Joie de Paris avec Joséphine Baker
- 1932, mai : Sex-Appeal Paris 32 avec Marie Dubas, Charpini, Jean Sablon, Régine Dancourt[5],[6].
- 1933 : Vive Paris puis Paris New York avec Cécile Sorel
- 1933 : Parade de France avec Georgius, et Tino Rossi dès le 14 octobre 1934
- 1935 : Parade du Monde avec Maurice Chevalier
- 1936 : Tout Paris chante avec Tino Rossi
- 1937 : Paris en joie avec Maurice Chevalier
- 1937 : Féérie de Paris avec Mistinguett
- 1938 : Amours de Paris avec Maurice Chevalier
- 1939 : Paris London avec Joséphine Baker (en première partie) et Maurice Chevalier
- 1940 : Beautés de femmes
- 1941 : Bonjour Paris avec Maurice Chevalier
- 1942 : Pour toi, Paris avec Maurice Chevalier
- 1944 : En plein jazz
- 1945 : Charming Paris
- 1946 : Paris extra dry avec Marie Louise Didion
- 1948 : Exciting Paris avec Claudine Céréda et Lucien Jeunesse
- 1951 : Gay Paris - La revue libertine avec Lynda Gloria
- 1953 : Une revue du tonnerre avec June Richemond
- 1954 : Sensations de Paris avec Lynda Gloria
- 1959 : Plaisirs avec Line Renaud
- 1963 : Avec Frénésies avec Mick Micheyl
- 1966 : Désirs de Paris avec Line Renaud
- 1967 : Tentations avec Zazi Varnel (nouvelle version de Désirs de Paris)

## Opérettes mises en scène au théâtre Mogador
- 1940 : Les Mousquetaires au couvent
- 1941 : Les Saltimbanques
- 1941 : La Fille de Madame Angot
- 1942 : La Veuve Joyeuse
- 1944 : La Mascotte
- 1945 : La Vie de château
- 1947 : Rêve de valses
- 1947 : Violettes impériales
- 1948 : La Danseuse aux étoiles
- 1950 : La Belle de New York
- 1950 : La Veuve joyeuse
- 1951 : Les Amants de Venise
- 1955 : Les Amours de Don Juan
- 1957 : Naples au baiser de feu
- 1959 : Sissi
- 1960 : La Belle Hélène
- 1963 : Violettes impériales
- 1962 : La Veuve joyeuse
- 1962 : Rêves de valses
- 1963 : Rose Marie
- 1963 : Michel Strogoff
- 1966 : Nono Nanette
- 1966 : La Danseuse aux étoiles
- 1967 : Vienne chante et danse

## Chansons
- 1929 : Gosse de Paris (Je suis née Faubourg St Denis), Mistinguett
- 1929 : C'est tout c'que j'ai, Mistinguett
- 1930 : J'ai deux amours, Joséphine Baker

## Filmographie

### Comme acteur
- La Vierge d'Argos (1911)
- La Revue des revues (1927)

### Comme parolier de chansons
- Jungle Jitters (1938) (chanson : Vieni, vieni)
- A Star Is Hatched (1938) (chanson : Vieni, vieni)
- Schwarze Augen (1951) (chanson: Tout nous parle d'amour)
- Lilas blancs (Wenn der weiße Flieder wieder blüht 1953) (autre titre français : Quand refleuriront les lilas blancs)